# Діаш Кайріш
Діаш Кайріш (порт. Dias Caires, нар. 18 квітня 1978, Ангола) — ангольський футболіст, що грав на позиції захисника, зокрема за національну збірну Анголи.

## Клубна кар'єра
У дорослому футболі дебютував 2001 року виступами за команду «Петру Атлетіку», в якій провів три сезони. 
Згодом у 2005–2010 роках грав за команди «Атлетіку Авіасан» та «Саграда Есперанса», а завершував ігрову кар'єру в «Інтері» (Луанда), за який виступав протягом 2010 року.

## Виступи за збірну
2001 року дебютував в офіційних матчах у складі національної збірної Анголи. Був у її складі учасником Кубка африканських націй 2010 року, де взяв участь в одній грі групового етапу.
Загалом протягом кар'єри у національній команді провів у її формі 19 матчів.